# Język zachodnioormiański
Język zachodnioormiański (arewmytahajeren-Արեւմտահայերէն) – jeden z dwóch dialektów współczesnego języka ormiańskiego (drugim jest wschodnioormiański). Językiem zachodnioormiańskim posługują się Ormianie w diasporze ormiańskiej (głównie w Północnej Ameryce, w Europie, Turcji oraz w krajach Bliskiego Wschodu). Powstał na początku XIX wieku na podstawie ormiańskiego dialektu tureckich Ormian.

## Dialekty
- Karin
- Homszeci
- Musz (Muş)